# Aplocera
Aplocera är ett släkte av fjärilar som beskrevs av Stephens 1827. Aplocera ingår i familjen mätare.

## Bildgalleri

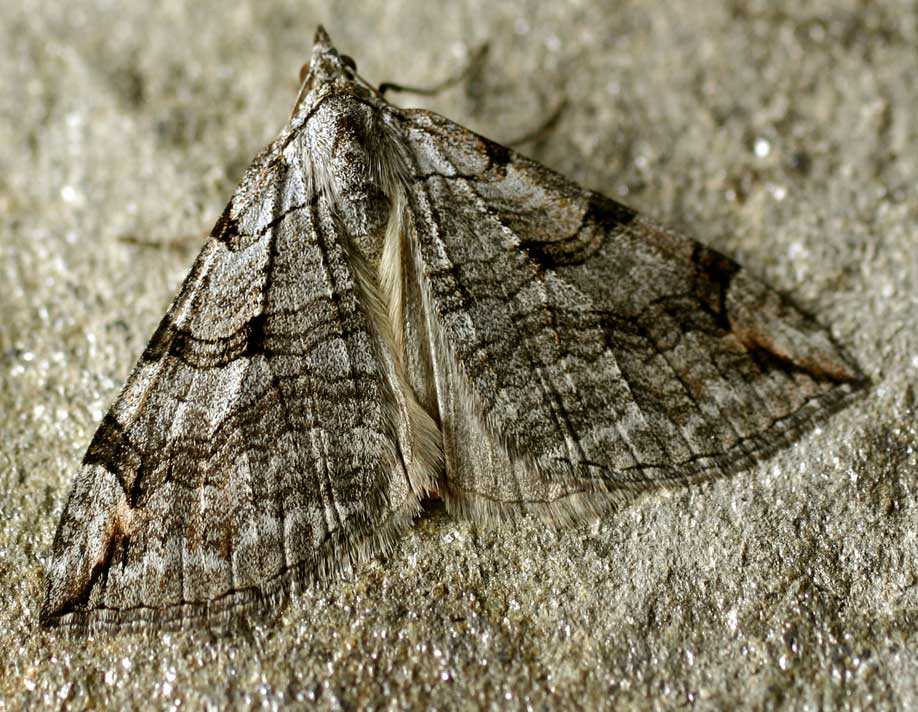

## Dottertaxa tillAplocera, i alfabetisk ordning[1][2]
- Aplocera anatolica
- Aplocera annexata
- Aplocera aphrodyte
- Aplocera balcanica
- Aplocera bellinchenensis
- Aplocera benesignata
- Aplocera bifasciata
- Aplocera bohatschi
- Aplocera boisduvaliata
- Aplocera bulgarica
- Aplocera cassiata
- Aplocera christophi
- Aplocera columbata
- Aplocera conflua
- Aplocera conjuncta
- Aplocera corsalta
- Aplocera costaclausa
- Aplocera cotangens
- Aplocera curvilineata
- Aplocera cypria
- Aplocera dervenaria
- Aplocera dissoluta
- Aplocera duplicata
- Aplocera efformata
- Aplocera erubescens
- Aplocera evanescens
- Aplocera fasciata
- Aplocera fimbriata
- Aplocera fraternata
- Aplocera fraudulentata
- Aplocera fuscofasciata
- Aplocera graeciata
- Aplocera grisea
- Aplocera impuncta
- Aplocera infuscata
- Aplocera interrupta
- Aplocera iranica
- Aplocera kautzi
- Aplocera kawrigini
- Aplocera kurilata
- Aplocera lantosquata
- Aplocera latefasciata
- Aplocera lythoxylata
- Aplocera magdalenaria
- Aplocera margaritata
- Aplocera mundata
- Aplocera mundulata
- Aplocera musculata
- Aplocera nigrescens
- Aplocera nigrofasciata
- Aplocera nomadaria
- Aplocera numidaria
- Aplocera obscurata
- Aplocera obsitaria
- Aplocera obsoleta
- Aplocera opificata
- Aplocera pallidata
- Aplocera palumbata
- Aplocera pauper
- Aplocera pazsiczkyi
- Aplocera perelegans
- Aplocera pierretaria
- Aplocera plagiata
- Aplocera poneformata
- Aplocera praeformata
- Aplocera pseudopallidata
- Aplocera pseudoplagiata
- Aplocera rosacea
- Aplocera roseotincta
- Aplocera ruberata
- Aplocera sardalta
- Aplocera scotica
- Aplocera simpliciata
- Aplocera simplificata
- Aplocera submundulata
- Aplocera suffusa
- Aplocera tangens
- Aplocera triplicata
- Aplocera uniformata